# Moto diurno

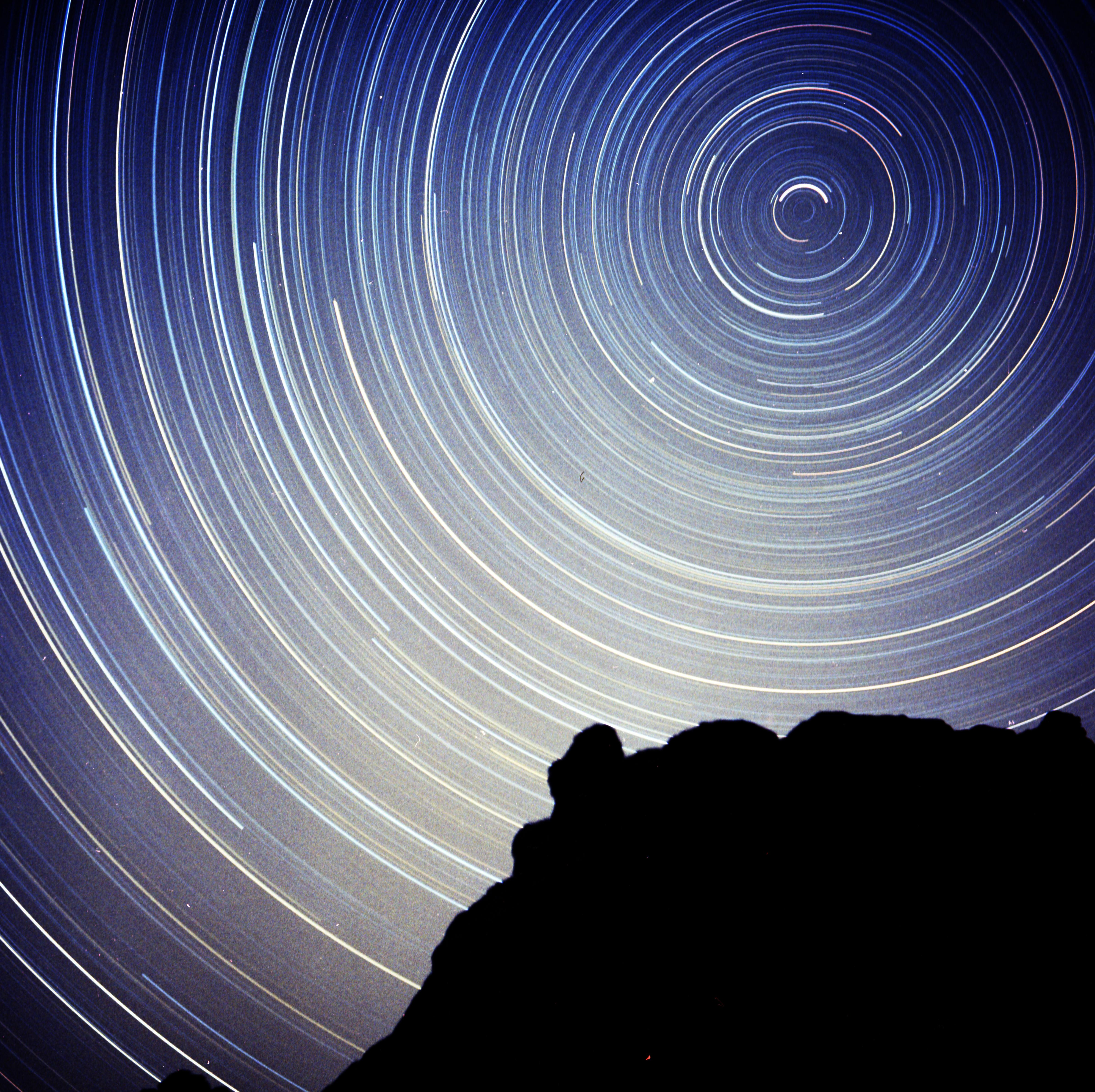
Fotografia acquisita con un'esposizione di 7 ore che mostra il moto apparente delle stelle attorno all'asse di rotazione terrestre.

Il moto diurno è l'apparente moto giornaliero dei corpi celesti che attraversano il cielo da est verso ovest. Questo moto è indotto dalla rotazione terrestre.
Il moto si può esprimere in ore o in gradi in accordo con la relazione 24 ore = 360 gradi. Se ne evince che dopo 1 ora il moto apparente dei corpi celesti nel cielo sarà di 15 gradi. Nella realtà però questa velocità è sottostimata per le stelle in quanto a causa del moto di rivoluzione terrestre attorno al Sole le stelle anticipano la loro posizione nel cielo di circa quattro minuti ogni giorno.

Moto diurno del cielo nel solstizio di dicembre a 43°N (Bilbao, Milwaukee, Sapporo, Vladivostok...).
Le stelle rappresentate sono: α Cma, α Car, α Boo, α Lyr, α Aur, α Cmi, α Eri, α Ori, α Aql, α Sco, α PsA, α Cyg. α Uma, α Umi e α Ari.